# Colletes bryanti
Colletes bryanti är en biart som beskrevs av Timberlake 1951. Colletes bryanti ingår i släktet sidenbin, och familjen korttungebin. Inga underarter finns listade i Catalogue of Life.